# Saint-Barthélemy-le-Meil
Saint-Barthélemy-le-Meil är en kommun i departementet Ardèche i regionen Auvergne-Rhône-Alpes i sydöstra Frankrike. Kommunen ligger  i kantonen Le Cheylard som ligger i arrondissementet Tournon-sur-Rhône. År 2022 hade Saint-Barthélemy-le-Meil 203 invånare.

## Befolkningsutveckling
Antalet invånare i kommunen Saint-Barthélemy-le-Meil
Referens: INSEE